# Tupolev Tu-154
Tupolev Tu-154 (tiếng Nga: Туполев Ту-154) (tên hiệu NATO Careless) là một máy bay chở khách ba động cơ phản lực tầm trung của Liên Xô tương tự như chiếc Boeing 727 được thiết kế giữa những năm thập niên 1960. Là một trong những máy bay dân sự quan trọng nhất thế kỷ 20, Tu-154 đã là chiếc máy bay chủ lực của các hãng hàng không Liên Xô trong nhiều thập kỷ chuyên chở không ít hơn một nửa số hành khách của hãng Aeroflot và các công ty con của nó trong thời gian đó (137.5 triệu khách mỗi năm hay 244 tỷ khách/km). Chiếc máy bay này đã được xuất khẩu và sử dụng bởi ít nhất 17 hãng hàng không cũng như một số lực lượng không quân nước ngoài. Đây vẫn là loại máy bay chở khách tiêu chuẩn cho các đường bay nội địa của Nga và các nước cộng hoà thuộc Liên Xôcũ,và ở mức độ thấp hơn, tại Đông Âu.Tu-154 được thiết kế để hoạt động trên các đường băng không trải nhựa hay đường băng rải sỏi,và thường hoạt động trong những điều kiện khắc nghiệt vùng Bắc cực nước Nga. Với thời gian phục vụ 45,000 giờ (18,000 vòng), chiếc máy bay này được dự định tiếp tục hoạt động tới năm 2016. Tuy nhiên, trong tháng 1 năm 2010, hãng hàng không Nga Aeroflot thông báo không dùng hạm đội Tu-154 của mình nữa sau 40 năm, do đã lỗi thời phạm phải nhiều lỗi thiết kế cũng như không an toàn và quá tốn nhiên liệu với chuyến bay theo lịch trình cuối cùng là Aeroflot Flight 736 từ Ekaterinburg đến Moskva vào ngày 31 Tháng 12 năm 2009. Aeroflot thay Tu-154 bằng các máy bay của Boeing và Airbus là các hãng của phương Tây. Chính mức tiêu thụ nhiên liệu lớn hơn nhiều của các máy bay do Nga sản xuất đã khiến họ thất bại. Irina Danenberg, phát ngôn viên của Aeroflot cho biết Aeroflot bán các máy bay Tu-154 của họ vì họ đốt quá nhiều nhiên liệu so với các máy bay phương Tây, không phải vì lo ngại về an toàn.

## Phát triển

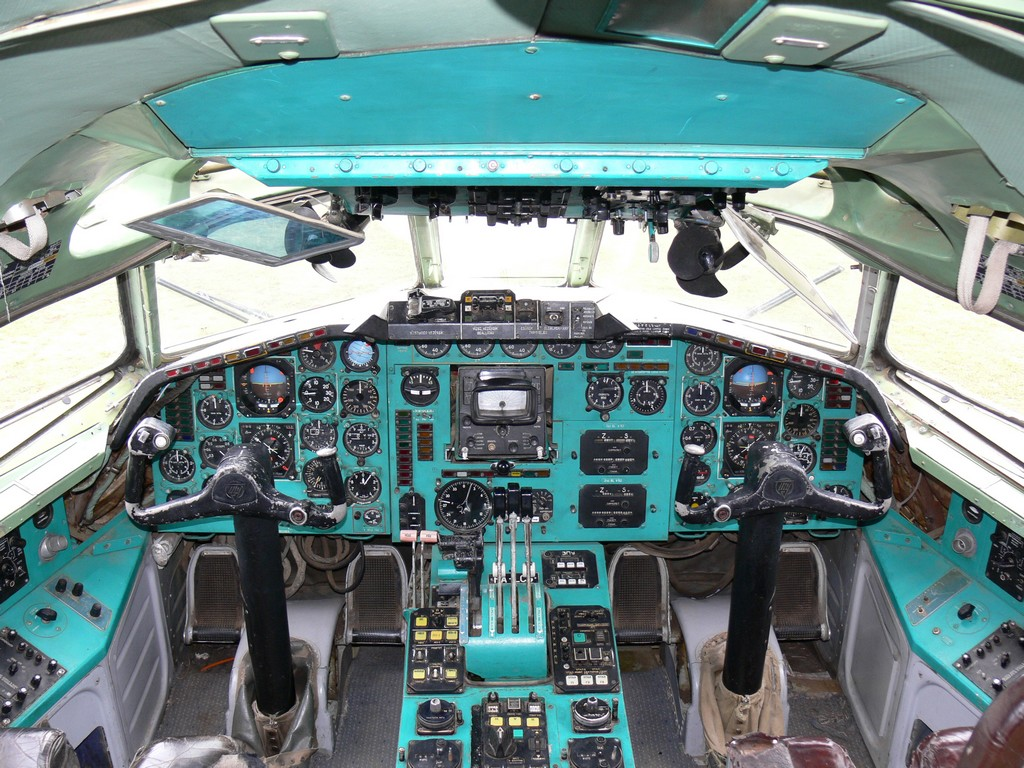
Buồng lái của Tu-154

Tu-154 được phát triển để đáp ứng yêu cầu của Aeroflot thay thế chiếc Tu-104 sử dụng động cơ phản lực, và chiếc Antonov An-10 'Ukraine' cùng Ilyushin Il-18 sử dụng động cơ phản lực cánh quạt. Các yêu cầu gồm khả năng chất tải 16-18 tấn (35,270-39,680 lb) trên khoảng cách 2,850-4,000 km (1,770-2,480 mi) khi bay với tốc độ 900 km/h (559 mph), hay tải trọng 5.8 tấn (12,790 lb) trên khoảng cách 5,800-7,000 km (3,600-4,350 mi) khi tay ở vận tốc 850 km/h (528 mph). Chiều dài đường băng cất cánh 2,600 m (8,530 ft) với trọng lượng cất cánh tối đa cũng được quy định. Chiếc Tu-154 đã cạnh tranh với Ilyushin Il-62. Bộ công nghiệp và hàng không Liên Xô đã lựa chọn Tu-154 bởi nó được tích hợp những thiết kế mới nhất của ngành hàng không Xô viết và đáp ứng các yêu cầu của Aeroflot cho thập niên 1970 và 1980.
Lãnh đạo dự án đầu tiên là Sergey M. Yerger. Năm 1964 Dimitriy S. Markov lên thay. Năm 1975 tới lượt Aleksandr S. Shengardt.
Tu-154 cất cánh lần đầu ngày 4 tháng 10 năm 1968. Hoạt động thương mại bắt đầu tháng 2 năm 1972, và tới tháng 1 năm 2009 việc sản xuất hạn chế model 154M vẫn diễn ra, (photo link) dù trước đó đã có những thông báo chấm dứt sản xuất năm 2006. Aviakor chấm dứt sản xuất Tupolev Tu-154M sau khi hoàn thành đơn hàng cuối cùng 919 chiếc Tu-154 đã được chế tạo, 263 trong số đó vẫn hoạt động vào thời điểm ngày 10 tháng 4 năm 2009.

## Thiết kế

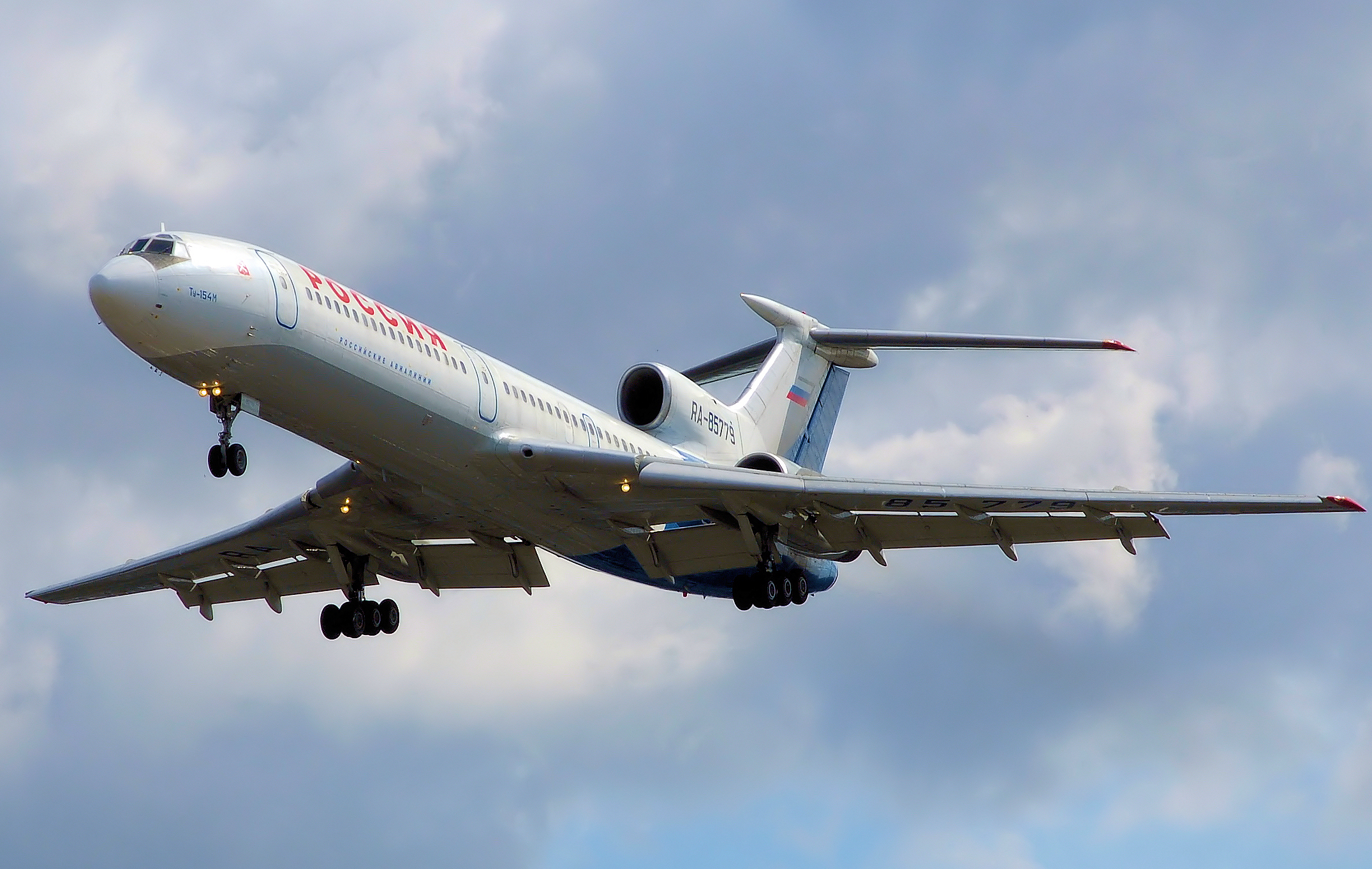
Tu-154M của Rossiya

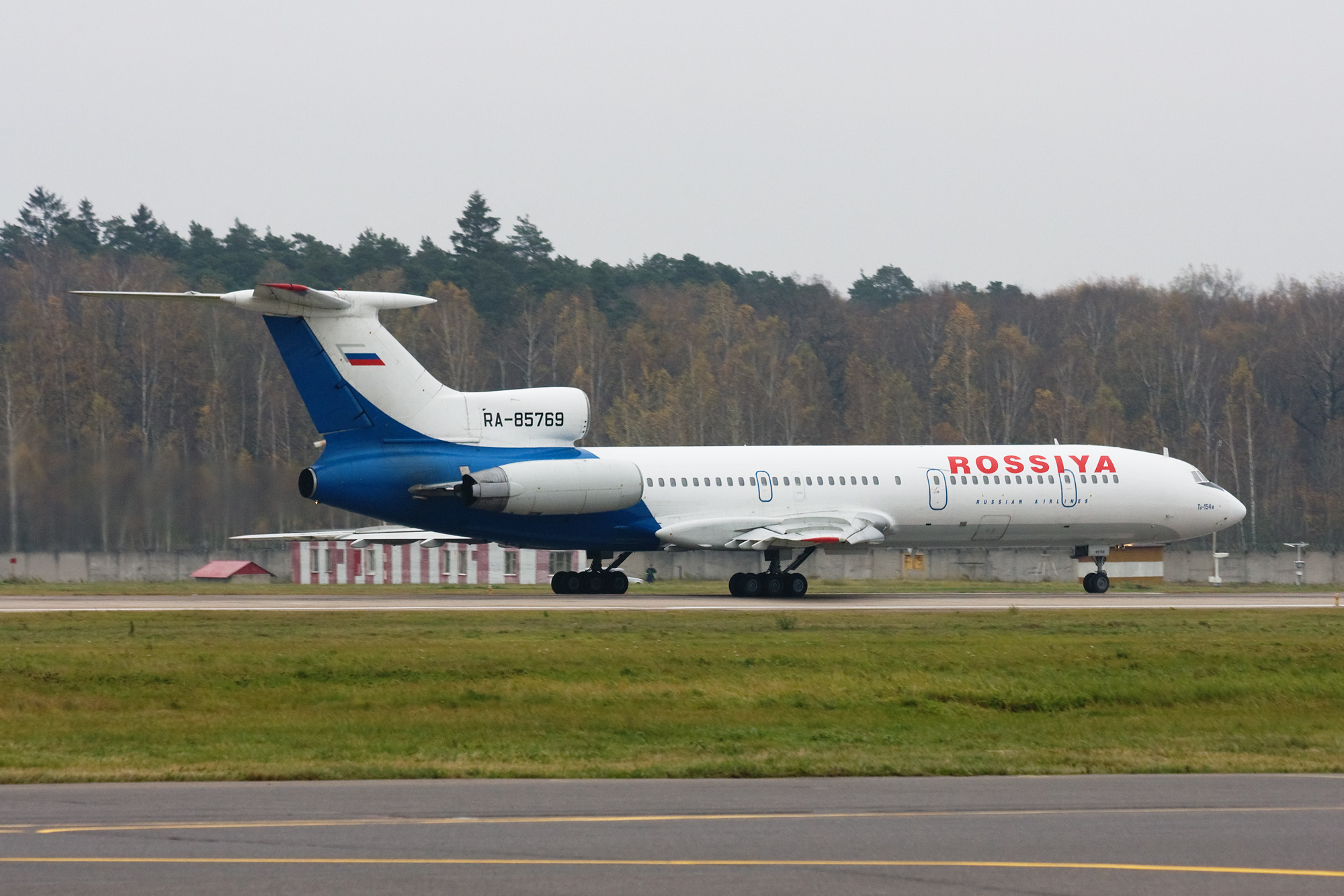
Tu-154M xuất phát tại sân bay Domodedovo

Tu-154 sử dụng ba động cơ phản lực cánh quạt đẩy low-bypass đặt phía sau tương tự như các động cơ của Boeing 727, và hơi lớn hơn đối thủ Mỹ này. Cả 727 và Tu-154 đều sử dụng S-duct cho động cơ số 2 ở giữa. Model nguyên bản sử dụng động cơ Kuznetsov NK-8-2, trong khi Tu-154M dùng các động cơ Soloviev D-30KU-154. Tất cả máy bay Tu-154 đều có tỷ lệ lực đẩy trên trọng lượng lớn hơn loại 727 – khiến chúng có tính năng hoạt động cao hơn, dù với hiệu suất sử dụng nhiên liệu thấp hơn, điều trở thành một yếu tố quan trọng ở những thập kỷ sau khi giá nhiên liệu tăng cao.
Cabin của Tu-154, dù cùng kiểu bố trí sáu ghế, nhưng mang lại cảm giác nội thất hình oval với trần thấp hơn so với các loại máy bay chở khách phương Tây (Boeing hay Airbus). Các cửa hành khách trên Tu-154 cũng nhỏ hơn các đối thủ phương Tây. Hơn nữa, khoang hành lý phía trên cũng rất hạn chế.
Giống như Tupolev Tu-134, Tu-154 có cánh nghiêng phía sau 35 độ so với đường một phần tư. Chiếc Hawker Siddeley Trident của Anh cũng có cùng góc nghiêng này, trong khi Boeing 727 có góc nghiêng hơi nhỏ hơn ở mức 32 độ.
Giống nhiều chiếc máy bay chở khách khác của Liên Xô, Tu-154 có càng đáp quá khổ để có thể hạ cánh trên những đường băng không trải nhựa, điều thường thấy ở những vùng nông thôn Liên Xô. Chiếc máy bay này có hai cặp càng sáu bánh áp suất thấp phía sau được thu vào trong các khoang mở rộng từ bộ phận lái đuôi của cánh (một đặc điểm thường thấy của những chiếc Tupolev), và hai bánh càng trước. Các thanh giằng mềm (giảm chấn) giúp máy bay di chuyển mềm mại hơn trên các sân bay gồ ghề so với các máy bay chở khách phương Tây, vốn hiếm khi phải hoạt động trên những đường băng chất lượng kém như vậy.
Cabin hành khách có sức chứa 128 người khi bố trí hai hạng và 164 người đồng hạng, và lên tới 180 người khi bố trí chật. Thậm chí kiểu bố trí có thể được thay đổi thành phiên bản mùa đông theo đó một số ghế bị tháo ra và một tủ quần áo được lắp đặt để chứa áo khoác của hành khách.
Yêu cầu ban đầu là một phi đội 3 người – Cơ trưởng, cơ phó và Cơ giới trên không– trái với phi đội 4 hay 5 người trên các máy bay hành khách Liên Xô khác. Tuy nhiên, một thành viên thứ tư, hoa tiêu, cũng thường có mặt, ít nhất ở Liên Xô cũ, vì các quy định của Liên bang. Các hoa tiêu không còn được huấn luyện nữa và nghề này cũng sẽ biến mất cùng với sự nghỉ hưu của các máy bay Liên Xô.
Hệ thống điện tử của máy bay, lần đầu tiên ở Liên Xô, được sản xuất theo các tiêu chuẩn hàng không phương Tây. Nó bao gồm một hệ thống hoa tiêu NVU-B3 doppler, một triple autopilot, cung cấp khả năng tiếp cận tự động ILS theo tiêu chí II của ICAO weather minima, tự động điều chỉnh luồng phụt (autothrottle), Doppler drift và hệ thống đo tốc độ (DISS), bộ hoa tiêu radio "Kurs-MP" cùng những thiết bị khác. Các nâng cấp hiện đại thường gồm một TCAS, GPS và các hệ thống hiện đại khác chủ yếu do phương Tây sản xuất.
Những phiên bản Tu-154 đầu tiên không thể được chuyển đổi đáp ứng các quy định tiếng ồn Stage III và đã bị cấm bay tại những nơi áp dụng các quy định này, như châu Âu. Tu-154M có thể sử dụng các bộ phận giảm thanh để đáp ứng tiêu chuẩn Stage III và trên lý thuyết cả Stage IV. Tuy nhiên các quy định của Liên minh châu Âu hiện thời cấm sử dụng các bộ phận giảm thanh để đáp ứng Stage IV. Tu-154M sẽ cần phải lắp động cơ khác để đáp ứng Stage IV bên trong EU, và cần nhiều nâng cấp đắt đỏ.

## Biến thể

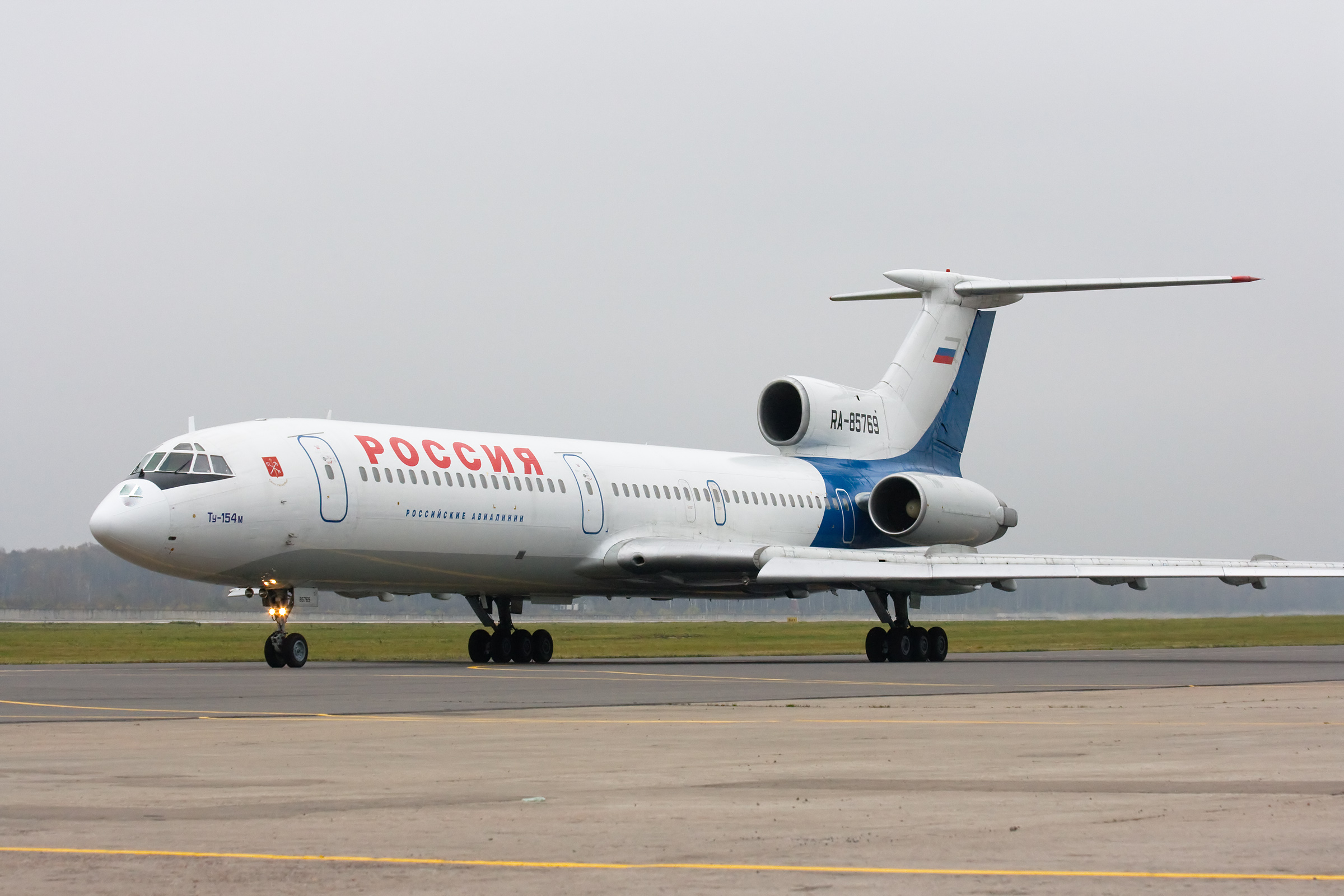
Rossiya Airlines Tu-154M

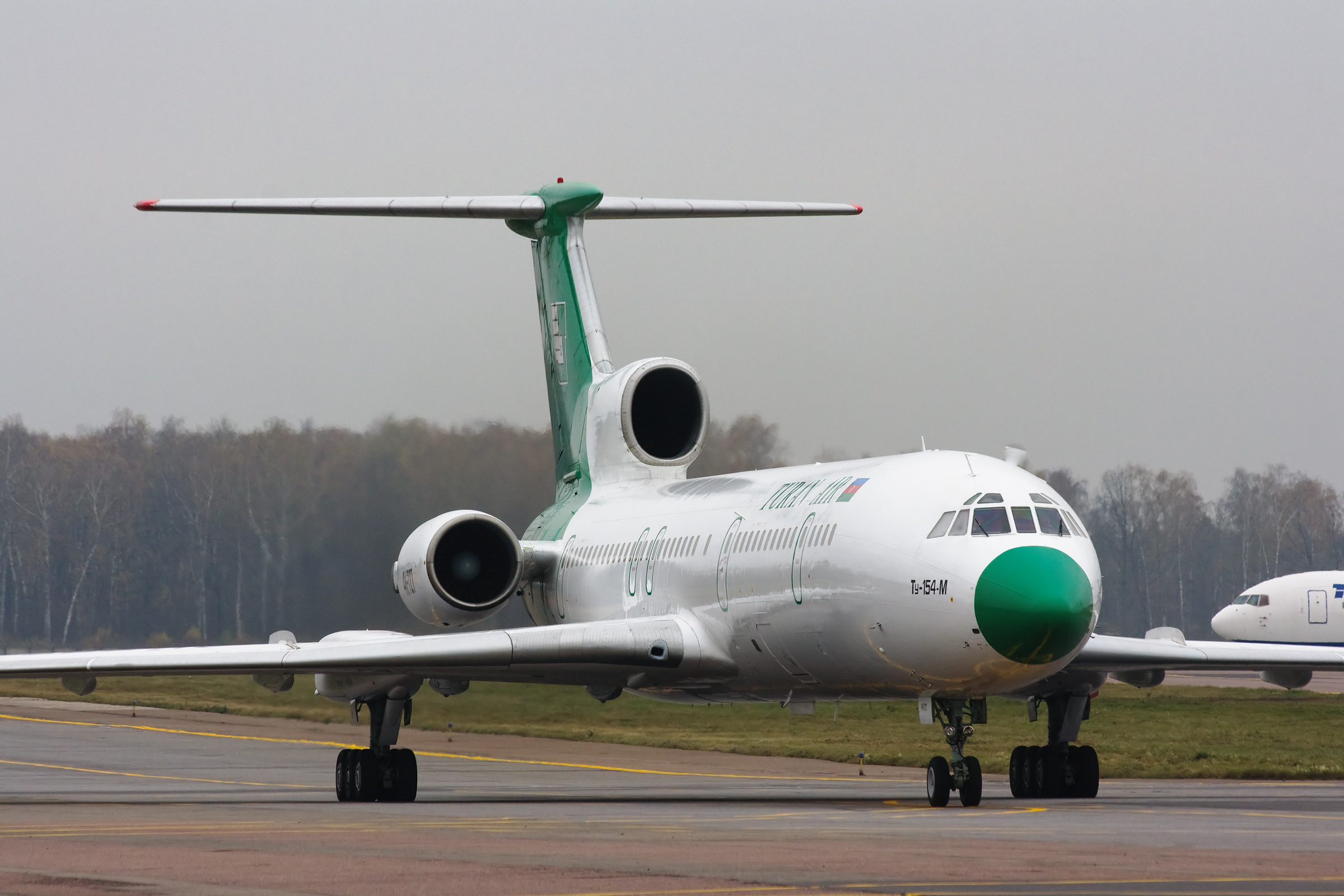
Turan Air Tu-154M

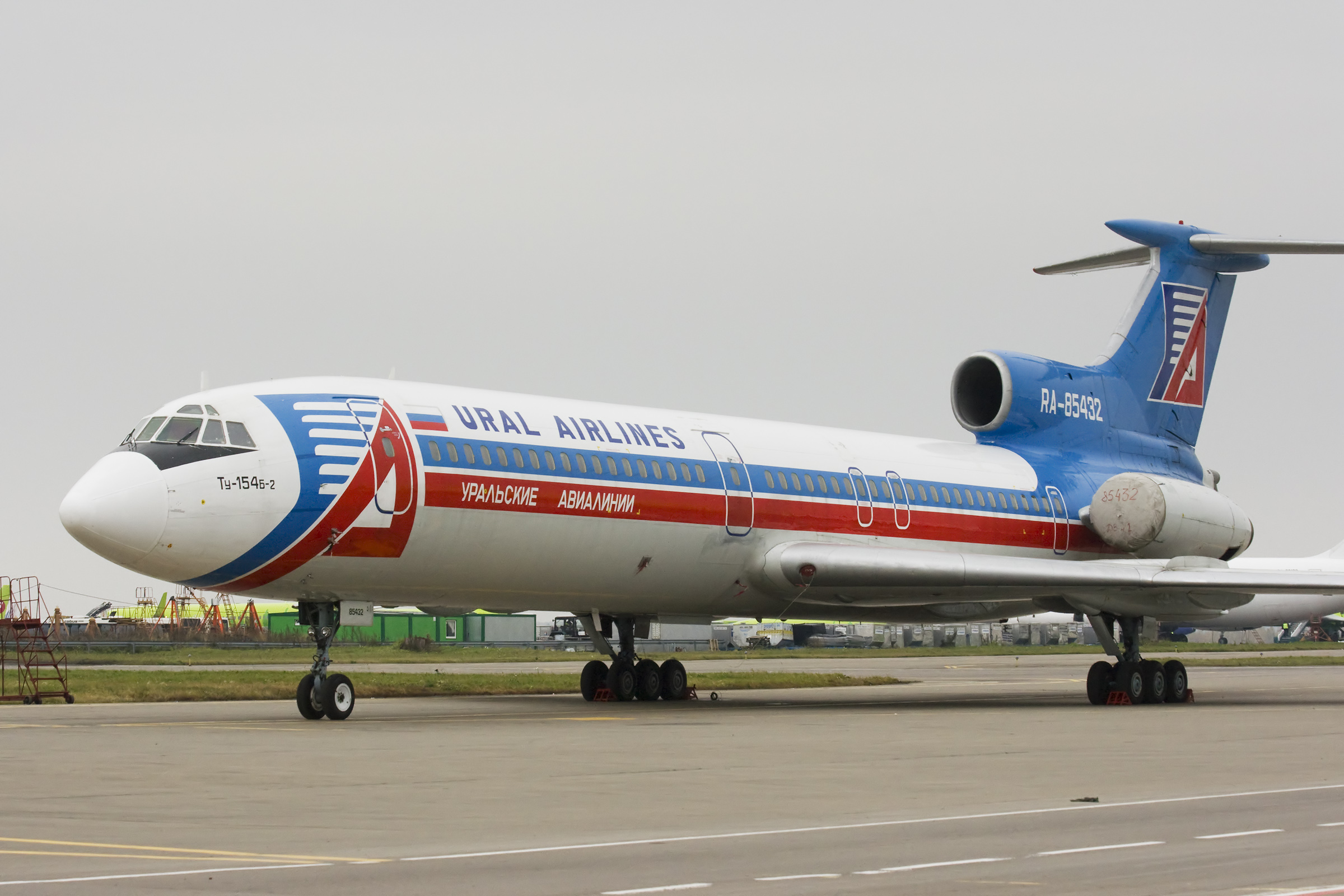
Ural Airlines Tu-154B-2

Nhiều biến thể của chiếc máy bay này đã được sản xuất. Ngoài những khác biệt thông thường về trọng lượng và động cơ, Tu-154 đã được chế tạo với những biến thể sử dụng nhiên liệu lai. Như những đối thủ phương Tây, loại 727, nhiều chiếc Tu-154 đang hoạt động đã được lắp thiết bị giảm thanh, và một số chiếc được hoán cải thành máy bay chở hàng.
Tu-154
Tu-154 việc sản xuất bắt đầu năm 1970, trong khi chuyến bay chở khách đầu tiên diễn ra ngày 9 tháng 2 năm 1972. Sử dụng động cơ tuốc bin cánh quạt đẩy Kuznetsov NK-8-2, nó có thể chở 164 hành khách. Khoảng 42 chiếc đã được chế tạo. Được đánh số từ 85006 tới 85055.
Tu-154A
Phiên bản nâng cấp đầu tiên của Tu-154 nguyên bản, model A, bắt đầu sản xuất từ năm 1974, các thùng nhiên liệu giữa được thêm vào và thêm các cửa thoát hiểm, trong khi động cơ được nâng cấp thành loại Kuznetsov NK-8-2U có lực đẩy lớn hơn. Các nâng cấp khác gồm flaps/slats tự động và các thiết bị kiểm soát ổn định và các hệ thống điện tử sửa đổi. Trọng lượng cất cánh tối đa - 94,000 kg (207,235 lb). Có 15 kiểu bố trí nội thất cho các khách hàng nội địa và quốc tế, số ghế từ 144 tới 152 hành khách. Cách tốt nhất để phân biệt model A với model căn bản là đầu nhọn ở chỗ kết nối giữa bộ phận thăng bằng và đuôi; trên model A có hình viên đạn mập còn trên model tiêu chuẩn hình thon hơn. Số đuôi từ 85056 tới 85119.
Tu-154B
Bởi model Tu-154 nguyên bản và model Tu-154A gặp tình trạng nứt cánh chỉ sau vài năm hoạt động, một phiên bản với cánh mới, khoẻ hơn, tên định danh Tu-154B, được đưa vào sản xuất năm 1975. Nó cũng có một bình nhiên liệu nữa ở thân, các cửa thoát hiểm lắp thêm ở đuôi, và trọng lượng cất cánh tối đa lên tới 98,000 kg (216,053 lb). Một điều khác cũng rất quan trọng với Aeroflot là số lượng hành khách được tăng lên giúp giảm chi phí hoạt động. Khi chiếc máy bay này còn sử dụng động cơ NK-8-2U cách duy nhất để cải thiện tính kinh tế cho nó là giảm chi phí nhờ tăng số ghế. Thiết bị autopilot được chứng nhận đạt Tiêu chí II của ICAO tự động tiếp cận. Đa số những chiếc Tu-154 và Tu-154A mới được sản xuất đều được sửa đổi theo biến thể này, với thay đổi ở cánh. Trọng lượng cất cánh tối đa tăng lên 96,000 kg (211,644 lb). 111 chiếc đã được chế tạo. Được đánh số từ 85120 đến 85225.
Tu-154B-1
Aeroflot muốn có phiên bản này để tăng doanh thu trên những đường bay nội địa. Nó chở được 160 hành khách. Phiên bản này cũng có một số thay đổi nhỏ ở hệ thống nhiên liệu, điện tử, điều hoà, bánh đáp. 64 chiếc đã được chế tạo từ 1977-1978. Được đánh số đuôi từ 85226 đến 85294.
Tu-154B-2
Một sự hiện đại hoá nhỏ của Tu-154B-1. Chiếc máy bay được thiết kể để biến đổi từ phiên bản chở 160 hành khách lên 180 hành khách bằng cách bỏ bếp. Quy trình mất khoảng hai tiếng rưỡi. Một số chiếc Tu-154B trước đó đã được chuyển đổi theo tiêu chuẩn này. Trọng lượng cất cánh tối đa tăng lên 98,000 kg (216,053 lb), sau này tới 100,000 kg (220,462 lb). 311 chiếc đã được chế tạo, gồm cả các phiên bản VIP. Được đánh số đuôi (những chiếc mới chế tạo) từ 85295 đến 85605. Một số chiếc vẫn đang sử dụng.
Tu-154S
Tu-154S là một phiên bản chở hàng của Tu-154B, với sàn được tăng cường, và thêm cửa chất hàng phía trước bên trái thân. Chiếc máy bay này có thể chứa 9 pallet Soviet PAV-3. Chất tải tối đa - 20,000 kg (44,092 lb). Đã có những kế hoạch sản xuất 20 chiếc, nhưng cuối cùng chỉ chín chiếc được chuyển đổi; hai từ model Tu-154 và bảy từ model Tu-154B. Các thử nghiệm đã được tiến hành đầu thập niên 1980 và chiếc máy bay đã được cho phép hoạt động thường xuyên năm 1984. Tới năm 1997 tất cả đã được cho nghỉ. Số đuôi: 85019 (Tu-154), 85037 (Tu-154), 85060, 85062, 85063, 85067, 85081, 85084, 85086.
Tu-154M
Tu-154M là phiên bản hiện đại hoá mạnh, cất cánh lần đầu năm 1982 và đi vào chế tạo hàng loạt năm 1984. Nó sử dụng động cơ phản lực cánh quạt đẩy Soloviev D-30KU-154 có hiệu suất nhiên liệu lớn hơn. Cùng với những nâng cấp đáng chú ý về khí động học, điều này giúp giảm lượng nhiên liệu tiêu thụ và nhờ thế gia tăng tầm bay, cũng như giảm chi phí hoạt động. Chiếc máy bay có cánh nắp (flap) rãnh đôi mới (thay cho rãnh ba cũ), với vị trí 36-độ (ngoài các vị trí 15, 28 và 45-độ trên các phiên bản cũ), cho phép giảm bớt tiếng ồn khi tiếp cận. Vị trí thiết bị năng lượng phụ cũng được bố trí lại và nhiều cải tiến khác được thực hiện. Việc sản xuất tiếp tục tới năm 2006, và nó vẫn được sản xuất hạn chế ở thời điểm tháng 1 năm 2009.. Trọng lượng cất cánh tối đa đầu tiên tăng lên 100,000 kg (220,462 lb), sau đó lên 102,000 kg (224,872 lb). Một số chiếc được chứng nhận lên tới 104,000 kg (229,281 lb). Các số đuôi là 85616 (nguyên mẫu), máy bay sản xuất từ 85606 (ngoại trừ 85804, là loại Tu-154B-2 cũ). Khoảng 320 đã được chế tạo. Việc sản xuất hàng loạt chấm dứt năm 2006. Không khung máy bay mới nào được chế tạo từ đầu thập niên 1990, và việc sản xuất từ đó chỉ là lắp ráp máy bay từ các thành phần có sẵn. Đây là phiên bản được sử dụng rộng rãi nhất tại các nước cộng hoà Xô viết.
Tu-154M-LK-1
Huấn luyện nhà du hành vũ trụ. Đây là một máy bay VIP Salon được hoán cải để huấn luyện các nhà du hành trên chiếc tàu vũ trụ có thể tái sử dụng Buran, tàu vũ trụ Xô viết tương đương với các tàu con thoi Mỹ. Chiếc Tu-154 được sử dụng bởi Buran yêu cầu việc hạ cánh có độ dốc lớn, và Tu-154 có thể mô phỏng động tác này. Cabin có đặc điểm giống với các trạm làm việc, một trong số đó giống hệt buồng lái của Buran. Khoang hành lý phía trước được biến đổi thành khu vực để camera, bởi chiếc máy bay cũng được sử dụng để huấn luyện cho các nhà du hành vũ trụ về các kỹ thuật quan sát và chụp ảnh.
Tu-154M-ON Máy bay giám sát
Đức đã chuyển đổi một chiếc Tu-154 họ có từ lực lượng Không quân Đông Đức cũ thành máy bay quan sát. Chiếc máy bay này đã tham gia vào các chuyến bay thuộc chiến dịch Open Skies. Nó được chuyển đổi tại Elbe Aircraft Plant (Elbe Flugzeugwerke) ở Dresden-Klotzsche, và cất cánh năm 1996. Sau hơn hai mươi phi vụ giám sát, nó mất trong một vụ va chạm trên không năm 1997.
Người Nga cũng chuyển đổi hai chiếc Tu-154M thành các máy bay sử dụng cho chiến dịch Open Skies. Họ dùng Tu-154M-LK-1, và chuyển đổi nó thành một Tu-154M-ON. Khi chiếc máy bay này không bay trên Bắc Mỹ, nó được dùng để chuyên chở các nhà du hành vũ trụ. Người Trung Quốc được cho là cũng chuyển đổi một chiếc Tu-154 thành máy bay phản công điện tử.
Tu-154M-100
Thiết kế biến thể này bắt đầu năm 1994, nhưng chiếc máy bay đầu tiên chỉ được giao hàng năm 1998. Nó là một phiên bản nâng cấp với các hệ thống điện tử phương Tây, gồm Máy tính Quản lý Bay, GPS, EGPWS, TCAS, và các hệ thống hiện đại khác. Chiếc máy bay có thể chở tới 157 hành khách. Cabin có hệ thống oxy tự động và khoang chứa hành lý phía trên lớn hơn. Chỉ ba chiếc được chế tạo, như khoản chi trả nợ của Nga cho Slovakia. Ba chiếc được chuyển giao năm 1998 cho Slovak Airlines, và được bán lại cho Nga năm 2003.

## Bên sử dụng

### Dân sự

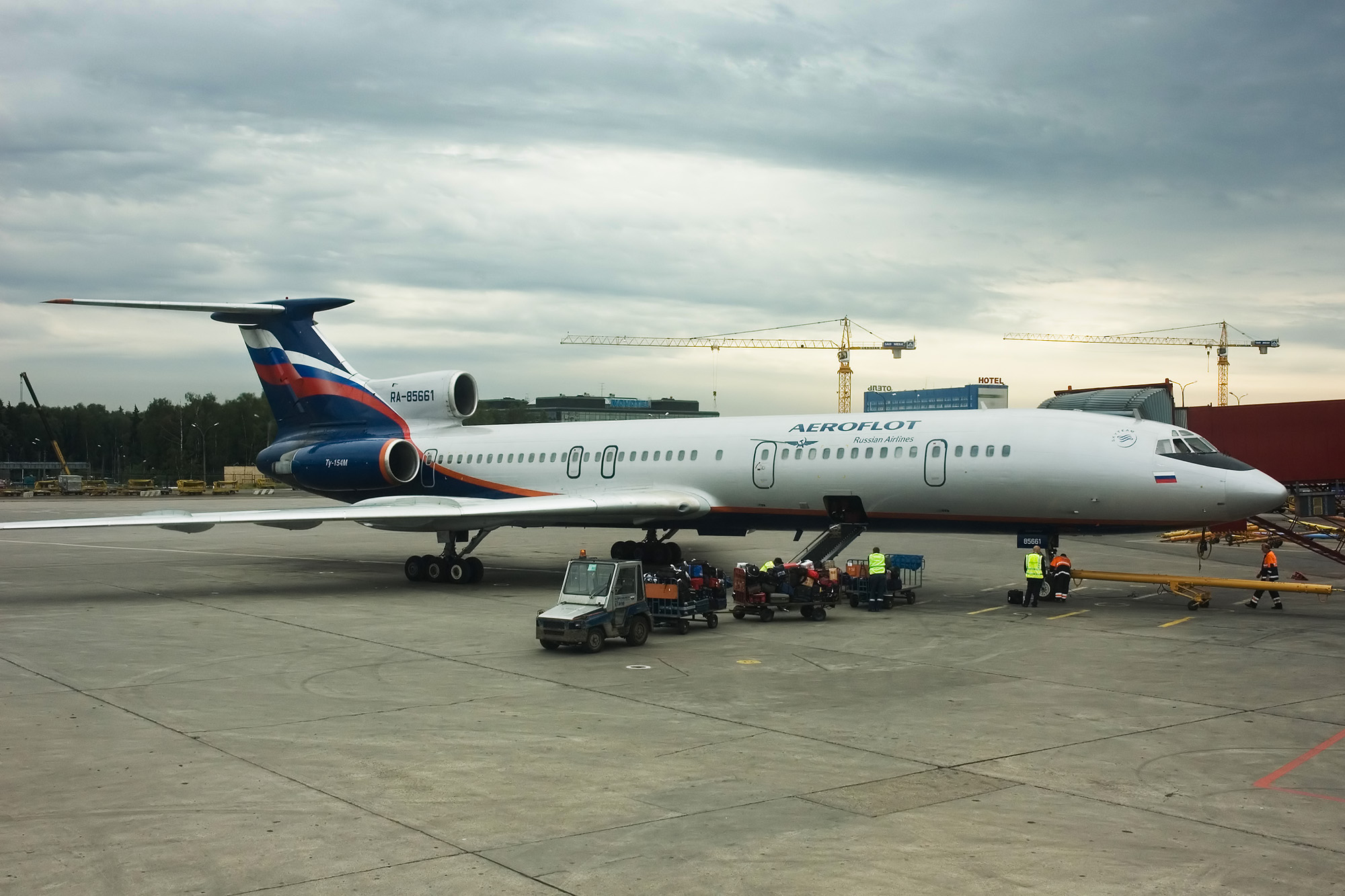
Aeroflot Tu-154M

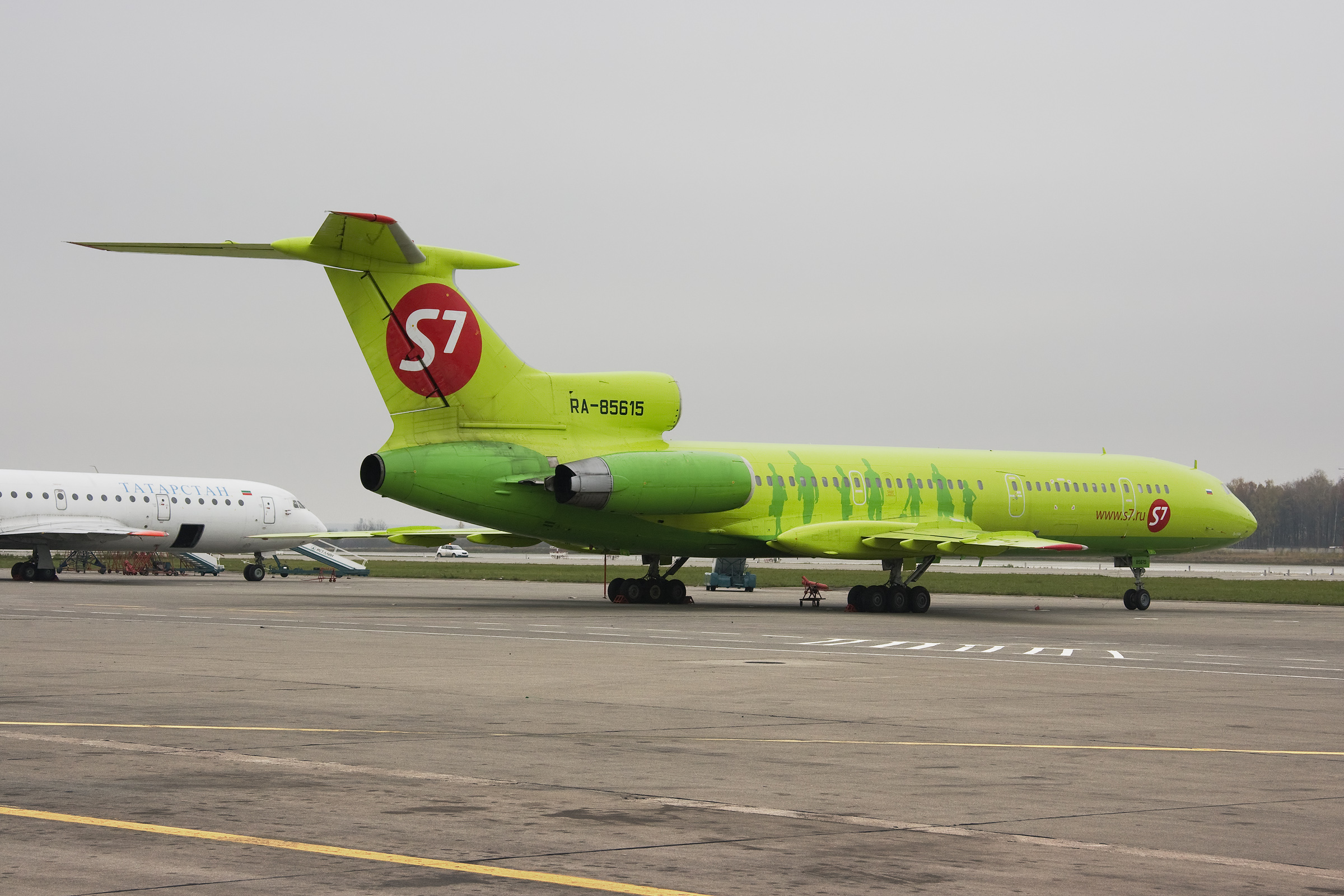
S7 Airlines Tu-154M

Tới 10 tháng 4 năm 2009 tổng cộng 263 chiếc máy bay Tupolev Tu-154 (mọi biến thể) vẫn hoạt động hàng không. Các bên sử dụng chính gồm: Aeroflot (25), Aeroflot-Don (7), Air Koryo (4), Alrosa Mirny Air Enterprise (6), Atlant-Soyuz Airlines (3), Azerbaijan Airlines (5), BAL Bashkirian Airlines (6), Belavia (5), Dalavia (8), Iran Air Tours (10), Kavminvodyavia (10), Kogalymavia (7), KrasAir (15), Kyrgyzstan Airlines (10), Moskovia Airlines (6), Rossiya (25), Samara Airlines (8), Tajik Air (7), Turkmenistan Airlines (1), Ural Airlines (10), UTair Aviation (21), Uzbekistan Airways (5), Vladivostok Air (6) và Yakutia Airlines (7).
Bên sử dụng quá khứ và hiện tại:

Abakan Air Enterprise, Abakan Avia, Active Air, Aerocom, Aeroflot, Aeroflot-Don, Aeroflot-Nord, Aerokuznetsk, Aeronica, Aeroservice Kazakhstan, Aerotrans, Aerovolga, Air Georgia, Air Great Wall, Air Koryo, Airlines 400, Air Moldova, Air Savari, Air Transport Europe, Air Ukraine, Air Via, Air Volga, AJT, Albanian Airlines, Alak, Amur Avia, Aria Air, Ariana, Armenian Airlines, Asian Star, Atlant, Atlant-Soyuz Airlines, Atyrau Airways, Aviaenergo,Aviaprad, Aviaprima, Avial, Avioimpex, AVL Arkhangel, Azerbaijan Airlines, Baikal Airlines, Balkan Bulgarian Airlines, Baltic Express, Barnaul Air, Bashkirian Airlines, Belavia, BH Air, Bratsk Air, Bulgarian Air Charter, CAAC, Caspian Airlines, Chelal, Chernomoravia, China Glory, China Northwest, China Southwest, China United, China Xingjiang, Chita Avia, Continental Airways, CSA, Cubana, Daallo, Diamond Sakha, East Line, Elk Estonian, Enkor, Georgia Air Prague, Gomel UAD, Greenair, Hemus Air, Imair, Iran Air Tours, Iron Dragonfly, Kaliningradavia, Khabarovsk Aero, Kish Air, KrasAir, KMV, Kuban Airlines, Kyrgyzstan Airlines, Latpass, Libyan Arab Airlines, LOT Polish Airlines, Macedonia Airservice, Mahan Air, Malév Hungarian Airlines, Mavial Magadan Airlines, Moscow Airways, MIAT Mongolian Airlines, Murmansk Air, Nizhny Novgorod Air, Odessa Airlines, Omskavia, Orbi Georgian, Orenburg Airlines, Pakistan International Airlines, Perm Airlines, Polet Airlines, Pulkovo Aviation Enterprise, Russian Sky, S7 Airlines,Sakha Avia, Samara Airlines, Samarkand, Shaheen Air, Sibaviatrans, Sibir, Sichuan Airlines, Slovak Airlines, Spair, Surgut Avia, Syrianair, Taban Airlines, Tajikistan Airlines, Tarom, Tatarstan Airlines, Tavria, Tesis, Tomsk Air, Transair Georgia, Transeuropean, Turanair, Turkmenistan, Tyumen airlines, Ulyanovsk Airlines, Ural Airlines, UTair Aviation, Uzbekistan Airways, Vitair, Vladivostok Air, Vnukovo, Yakutia Airlines, Yamal Airlines, Yuzhnaya.

### Quân sự

#### Hiện tại

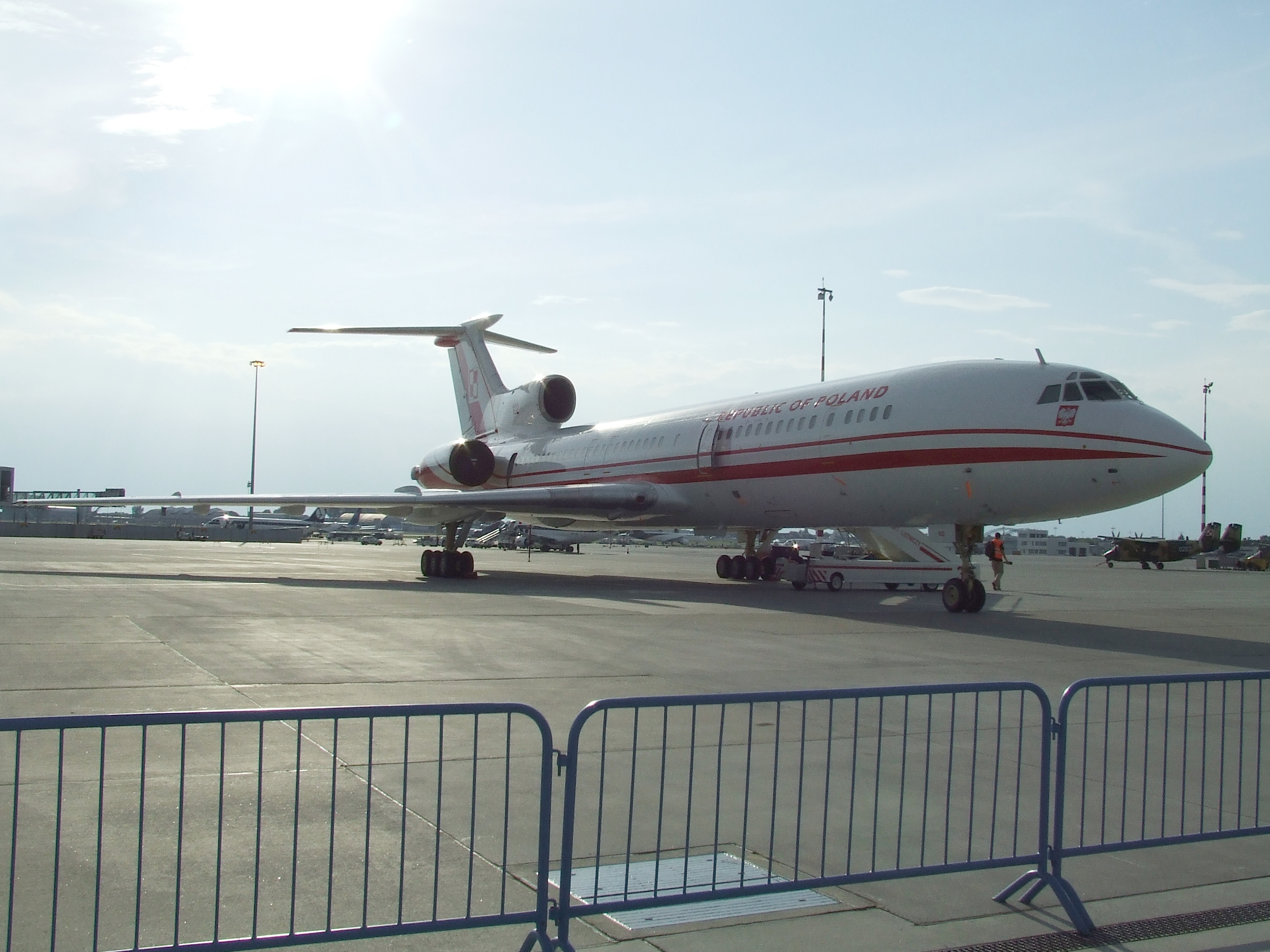
Máy bay chở VIP Tu-154M quân sự Ba Lan thuộc Trung đoàn Vận tải Hàng không Đặc biệt số 36, tại Warsaw

Azerbaijan
 Trung QuốcQuân đội Giải phóng Nhân dân
 Kazakhstan
 CHDCND Triều TiênKhông quân Bắc Triều Tiên
 Ba LanKhông quân Ba Lan - 2 Tu-154M, Trung đoàn Không quân Đặc biệt số 36
 NgaKhông quân Nga
 SlovakiaKhông quân Slovakia
 UkrainaKhông quân Ukraine
 Uzbekistan
 BulgariaKhông quân Bulgaria

#### Trước kia
Tiệp KhắcKhông quân Tiệp Khắc (đã chuyển giao cho các nước cộng hoà kế tục)
 Cộng hòa SécKhông quân Czech (đã được thay thế bằng Airbus A319CJ)
 CubaKhông quân Cuba (ngừng hoạt động)
 Đông Đức
Không quân Đông Đức (đã chuyển cho Cộng hoà Liên bang Đức)
 ĐứcLuftwaffe (1 mất, chiếc còn lại đã bị bán)
 Liên XôKhông quân Liên Xô (đã chuyển giao cho các nước cộng hoà kế tục)

## Tai nạn
Tupolev Tu-154 là một trong những máy bay được biết đến nhiều nhất của Nga với số lượng 1.026 chiếc và từng được coi là xương sống trong ngành vận tải hàng không Nga. Từ năm 1970 đến tháng 12 năm 2016, có 110 sự cố nghiêm trọng liên quan đến Tu-154  trong đó có 73 vụ tổn thất máy bay khiến 2.911 người thiệt mạng.
Sáu vụ trong số đó liên quan tới khủng bố hay hoạt động quân sự, nhiều vụ do các điều kiện đường băng kém (gồm một vụ đâm vào các rãnh tuyết trên đường băng), và các vụ va chạm trên không do lỗi kiểm soát không lưu. Các vụ việc khác do các vấn đề cơ khí (hai vụ trước năm 1998), hết nhiên liệu, hay kéo dài thời gian bay hơn dự tính, lỗi phi công, và hoả hoạn hàng hoá. Sau khi Tu-154 đã đi vào hoạt động được 26 năm (1998) và thực hiện 21 triệu giờ bay, nó có kỷ lục an toàn trung bình tốt hơn (1.7 lần ít tai nạn hơn trung bình thế giới [ICAO stats]) mức độ trung bình.
- Ngày 19/2/1973, một máy bay Tu-154 của hãng hàng không Aeroflot (Nga) chở 100 hành khách đã gặp tai nạn ở thủ đô Prague (Czech) khiến 66 người thiệt mạng.
- Ngày 30 tháng 9 năm 1975, một chuyến bay của Malév từ Budapest tới Beirut đã đâm xuống đất gần bờ biển Leban. Tất cả 50 hành khách và 10 nhân viên phi hành đoàn trên boong thiệt mạng. Không có bình luận chính thức được đưa ra.
- Ngày 1/6/1976, một máy bay Tupolev Tu-154A của hãng hàng không Aeroflot (Nga) gặp nạn ở thủ đô Nacias Nguema (Equatorial Guinea), khiến toàn bộ 46 hành khách thiệt mạng.
- Ngày 2/12/1977, một máy bay Tupolev Tu-154B của hãng hàng không Balkan Bulgarian Airlines gặp nạn tại Al Bayda (Liban), khiến 59/165 hành khách thiệt mạng
- Ngày 7/7/1980, một máy bay Tupolev Tu-154B hãng hàng không Aeroflot (Nga) gặp nạn ở Alma-Ata (Kazakhstan), khiến toàn bộ 166 hành khách thiệt mạng.
- Ngày 8 tháng 8 năm 1980, một chuyến bay của Tarom từ Sân bay Quốc tế Otopeni, Bucharest tới Sân bay Quốc tế Nouadhibou, Nouadhibou, Mauritanie đã đâm xuống Đại Tây Dương và vỡ đôi chỉ cách đường băng 300 m (984 ft) vì hư hỏng thiết bị tại đài kiểm soát không lưu tại Sân bay Quốc tế Nouadhibou. Chỉ một hành khách, một phụ nữ lớn tuổi bị bệnh tim, thiệt mạng do nhồi máu cơ tim. 151 hành khách và 16 thành viên phi hành đoàn sống sót.[19]
- Ngày 16/11/1981, một máy bay Tupolev Tu-154B của hãng hàng không Aeroflot (Nga) bị rơi tại Nor'ilsk (Nga), khiến 99/167 hành khách thiệt mạng.
- Ngày 11 tháng 10 năm 1984, Aeroflot Flight 3352 đã đâm xuống đất khi tiếp cận Sân bay Omsk, 169 hành khách và 5 thành viên phi hành đoàn trong số 170 hành khách và 9 thành viên phi hành đoàn cùng 4 người trên mặt đất thiệt mạng.
- Ngày 11/10/1984, một máy bay Tupolev Tu-154B của hãng hàng không Aeroflot (Nga) bị rơi tại Omsk (Nga), khiến 174/179 hành khách thiệt mạng.
- Ngày 23/12/1984, một máy bay Tupolev Tu-154B của hãng hàng không Aeroflot (Nga) bị rơi tại Kranoyarsk (Nga), khiến toàn bộ 110 hành khách thiệt mạng.
- Ngày 10 tháng 7 năm 1985, Aeroflot Flight 7425 tròng trành và rơi vào tình trạng xoáy không thể khôi phục ở 11,600 m (38,000 ft), 200 người thiệt mạng.
- Ngày 18/1/1988, một máy bay Tupolev Tu-54B của hãng hàng không Aeroflot (Nga) bị rơi tại Krosnovodsk (Turkmenistan), khiến 11/143 hành khách thiệt mạng.
- Ngày 23/5/1991, một máy bay Tupolev Tu-154 của hãng hàng không Aeroflot (Nga) bị rơi tại Leningrad (Nga), khiến 13/178 hành khách thiệt mạng.
- Ngày 20/7/1992, một máy bay Tupolev Tu-154B của hãng hàng không Georgian Air rơi tại thủ đô Tbilisi (Gruzia), khiến toàn bộ 24 hành khách thiệt mạng.
- Ngày 8 tháng 2 năm 1993, một chiếc Tupolev Tu-154 của Iran Air Tours xuất phát trong một chuyến bay không định kỳ từ Sân bay Quốc tế Mehrabad, Tehran, tới Khoram Dareh đâm vào một chiếc máy bay Sukhoi Su-24 thuộc Không quân Iran đang tiếp cận sân bay. Tất cả mười hai thành viên phi hành đoàn và 119 hành khách thiệt mạng.[20]
- Ngày 22/9/1993, một máy bay Tupolev Tu-154B của hãng hàng không Transair Georgia bị rơi tại Sukhumi (Gruzia), khiến 106/132 hành khách thiệt mạng.
- Ngày 3/1/1994, một máy bay Tupolev Tu-154M của hãng hàng không Baikal Air bị rơi tại Irkutsk (Nga), khiến 124/125 hành khách thiệt mạng.
- Ngày 6 tháng 6 năm 1994, China Northwest Airlines Flight 2303 vỡ đôi ở trên trời và đâm xuống đất gần Xian, Trung Quốc. Một lỗi bảo dưỡng là nguyên nhân vụ việc. Tất cả 160 người trên khoang thiệt mạng.
- Ngày 7/12/1995, một máy bay Tupolev Tu-154B của Hãng Hàng không Far East Aviation bị rơi tại Grossevichi (Nga), khiến toàn bộ 97 hành khách thiệt mạng.
- Ngày 29 tháng 8 năm 1996, chiếc Tupolev 154M, Vnukovo Airlines. Xuất phát từ sân bay Vnukovo bên ngoài Moskow. Đâm xuống đất ở Operafjellet (Núi Opera) tại Svalbard. Tất cả 141 người (128 hành khách) thiệt mạng.[21]
- Ngày 13/9/1997, một máy bay Tupolev Tu-154 của Hãng Hàng không Luftwaffe bị rơi tại Namibia, khiến toàn bộ 24 hành khách thiệt mạng.
- Ngày 15/12/1997, một máy bay Tupolev Tu-154 của hãng hàng không Tajikistan Airlines bị rơi tại Sharjah (Các Tiểu vương quốc Arập Thống nhất), khiến 85/86 hành khách thiệt mạng.
- Ngày 29/8/1998, một máy bay Tupolev Tu-154M của hãng hàng không Cubana de Aviacion bị rơi tại Quito (Ecuador), khiến 69/90 hành khách thiệt mạng.
- Ngày 24/2/1999, một máy bay Tupolev Tu-154M của hãng hàng không China Southwest Airlines bị rơi tại Ruian (Trung Quốc), khiến toàn bộ 61 hành khách thiệt mạng.
- Ngày 4 tháng 7 năm 2000, MALÉV Hungarian Airlines Flight 262, một chiếc Tu-154 thuê đã hạ cánh bằng bụng xuống Thessaloniki, Hy Lạp bởi phi cộng không thể mở bánh đáp. Chiếc máy bay trượt 400 m (1,312 ft) trên đường băng và lại bay lên khi phi công tăng lực đẩy. Chiếc máy bay sau đó đã hạ cánh thành công trên các bánh đáp.[22] Không có thương vong, nhưng dường như chiếc máy bay không được sửa chữa.
- Ngày 4 tháng 7 năm 2001, Vladivostok Air Flight 352 từ Yekaterinburg đến Vladivostok lao xuống đất khi đang tiếp cận Irkutsk, giết hại toàn bộ 145 người trên khoang. Lý do tai nạn do lỗi phi công hạ cánh ở góc tiếp cận quá lớn dẫn tới tình trạng tròng trành.
- Ngày 4 tháng 10 năm 2001, Siberia Airlines Flight 1812 từ Tel Aviv đến Novosibirsk lao xuống Biển Đen, có thể do bị bắn hạ bởi một tên lửa đất đối không Ukraina bắn lên trong quá trình luyện tập. Tất cả 66 hành khách và 12 nhân viên phi hành đoàn thiệt mạng.
- 12 tháng 2 năm 2002; Iran Air Tours Flight 956: Chiếc máy bay đâm vào vùng đất cao dãy núi Sefid Kouh bên ngoài Khorramabad, Iran khi đang hạ cánh xuống Khorramabad. Tất cả 12 thành viên phi đoàn và 107 hành khách thiệt mạng.[23]
- 1 tháng 7 năm 2002; Bashkirian Airlines Flight 2937 va chạm với một chiếc Boeing 757 của DHL.[24] Vụ tai nạn do các nguyên nhân của hệ thống kiểm soát không lưu ở Zurich và lệnh điều khiển sai do nhân viên kiểm soát không lưu trực (người điều khiển toàn bộ hoạt động không lưu riêng trên Hồ Constance).
- Ngày 24 tháng 8 năm 2004 Sibir Airlines Flight 1047 từ Moscow đến Sochi đâm xuống đất sau khi bị một kẻ đánh bom liều chết người Chechnya kích nổ quả bom trên khoang, giết hại toàn bộ 46 hành khách. Vụ này xảy ra hầu như đồng thời với một vụ nổ bom tương tự trên chuyến bay Volga-Aviaexpress TU-134 từ Moscow đến Volgograd.[25]
- Ngày 22 tháng 8 năm 2006, khi trên đường từ khu nghỉ mát Biển Đen Nga ở Anapa tới Saint Petersburg, Pulkovo Airlines Flight 612 đâm xuống đất gần biên giới Nga với đông Ukraine trong một nỗ lực vượt qua một vùng thời tiết. Tất cả 160 hành khách (gồm 45 trẻ em) và 10 thành viên phi đoàn thiệt mạng.
- Ngày 15 tháng 6 năm 2009, một máy bay Tu-154 của Iran bị rơi ở phía tây bắc thành phố Gazvin, làm tất cả 168 người trên máy bay thiệt mạng.[26]
- Ngày 10 tháng 4 năm 2010, Tổng thống Ba Lan Lech Kaczyński đã qua đời khi chiếc Tu-154 chở 132 người, trong đó có nhiều quan chức cấp cao trong chính quyền Ba Lan, rơi gần sân bay thành phố Smolensk, Nga.[27] Số người thiệt mạng là 97 người.[28] Trong số nạn nhân có nhiều quan chức cấp cao của nước này. Họ gồm Tổng Tham mưu trưởng quân đội, Tổng Tư lệnh Hải quân, Thống đốc Ngân hàng Trung ương, Thứ trưởng Ngoại giao, Tổng Tư lệnh Không quân, Giám đốc Cơ quan An ninh quốc gia, các tướng lĩnh đứng đầu lực lượng không quân và lục quân, Chủ tịch ủy ban Olympic, ủy viên nhân quyền, hai trợ lý tổng thống, ba nghị sĩ.
- Tai nạn máy bay Tu-154 làm hai người chết, 87 người bị thương
- Ngày 25 tháng 12 năm 2016 Bộ Tình trạng khẩn cấp Nga xác nhận một phi cơ quân sự Tu-154 của Nga chở 92 người, cất cánh từ thành phố Sochi, đã rơi xuống Biển Đen sau khi biến mất khỏi radar. Tất cả 92 người trên máy bay gồm các sĩ quan Quốc phòng và nhân viên đều thiệt mạng.

Theo đài Tiếng nói nước Nga, ngày 4-12, chiếc máy bay Tu-154 của Hãng hàng không Dagestan Airlines (thuộc LB Nga) chở 163 hành khách và chín nhân viên phi hành đoàn, cất cánh từ sân bay Vnukovo ở Moskva để bay đến Makhachkala đã buộc phải hạ cánh khẩn cấp tại sân bay Domodedovo ở Moskva trong trạng thái cả ba động cơ đều ngừng hoạt động.
- Ngày 1/1/2011, chiếc máy bay Tu-154 của Nga chở 128 hành khách và phi hành đoàn đã phát nổ sau khi hạ cánh khẩn cấp xuống sân bay Surgut ở Siberia do lỗi động cơ.Vụ nổ máy bay đã khiến ít nhất 1 người chết, 10 người bị thương và ba người mất tích. 124 hành khách và phi hành đoàn trên máy bay đã được sơ tán kịp thời trước khi vụ nổ xảy ra.

## Tiêu chuẩn kỹ thuật (Tu-154B-2)
- Phi đội: 3-4
- Sức chứa: 114-180 hành khách
- Chiều dài: 48.0 m (157 ft)
- Sải cánh: 37.55 m (123 ft 3 in)
- Chiều cao: 11.40 m (37 ft 5 in)

Tupolev Tu-154

- Diện tích cánh: 201.5 m² (2,168 ft²)
- Trọng lượng rỗng: 50,700 kg (111,920 lb)
- Trọng lượng chất tải: 18,000 kg (39,735 lb)
- Trọng lượng cất cánh tối đa: 98,000 - 100,000 kg (216,335 - 220,750 lb)
- Trọng lượng hạ cánh tối đa: 80,000 kg (176,600 lb)
- Số lượng động cơ: 3
- Động cơ (phản lực)=Kuznetsov NK-8-2U
- Kiểu phản lực: phản lực cánh quạt đẩy
- Lực đẩy: 103 kN (23,148 lbf)
- Lực đẩy nguyên bản:[29]
- Tốc độ tối đa: 950 km/h (510 kn, 590 mph)
- Tốc độ bay tiết kiệm nhiên liệu tối đa: Mach=0.88
- Tốc độ bay thông thường: Mach 0.80
- Tầm hoạt động:
  - Với chất tải tối đa: 2,500 km (3,500 km với 164 hành khách và hành lý) (1,350 nmi, 1,554 mi)
  - Với nhiên liệu tối đa: 5,280 km (2,850 nmi, 3,281 mi)
- Trần bay: 12,100 m (39,700 ft)
- Tốc độ lên: ()
- Chất tải: ()
- Tỷ lệ lực đẩy/trọng lượng: 0.32 (ở 98,000 kg trọng lượng)

## Tiêu chuẩn kỹ thuật (Tu-154M)
- Phi đội: 3-4
- Sức chứa: 114-180 hành khách
- Chiều dài: 48.0 m (157 ft)
- Sải cánh: 37.55 m (123 ft 3 in)
- Chiều cao: 11.40 m (37 ft 5 in)

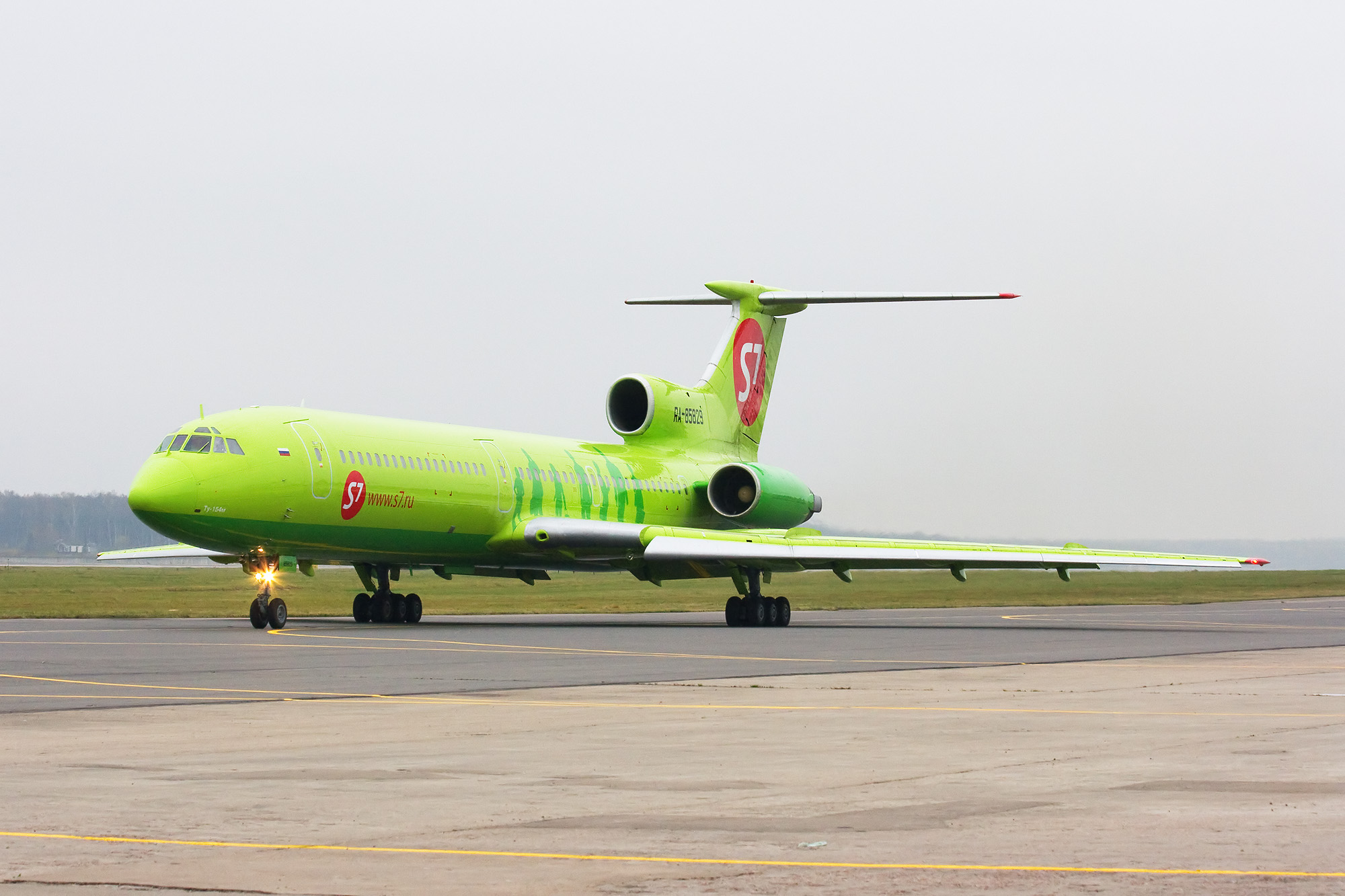
S7 Airlines Tu-154M

- Diện tích cánh: 201.5 m² (2,168 ft²)
- Trọng lượng rỗng: 55,300 kg (121,915 lb)
- Trọng lượng chất tải: 18,000 kg (39,683 lb)
- Trọng lượng cất cánh tối đa: 102,000 - 104,000 kg (224,871 lb - 229,280 lb)
- Trọng lượng hạ cánh tối đa: 80,000 kg (176,370 lb)
- Số lượng động cơ: 3
- Động cơ (phản lực): Soloviev D-30KU-154
- Kiểu phản lực: phản lực cánh quạt đẩy
- Lực đẩy: 103 kN (23,148 lbf)
- Lực đẩy nguyên bản:[30]
- Tốc độ tối đa: 950 km/h (510 kn, 590 mph)
- Tốc độ bay tiết kiệm nhiên liệu tối đa: Mach 0.86
- Tốc độ bay thông thường: Mach 0.80
- Tầm hoạt động:
  - Với chất tải tối đa: 3,900 km (5,200 km với 164 hành khách và hành lý) (2,100 nmi, 2,400 mi)
  - Với nhiên liệu tối đa: 6,600 km (3,600 nmi, 4,100 mi
- Trần bay: 12,100 m (39,700 ft)
- Tốc độ lên: ()
- Chất tải: ()
- Tỷ lệ lực đẩy/trọng lượng: 0.30 (ở 102,000 kg trọng lượng)